# Peter Tremayne
Peter Tremayne, pseudonimo di Peter Berresford Ellis, (Coventry, 10 marzo 1943), è uno scrittore britannico, autore di romanzi, gialli storici, saggi e biografie.
Nella sua carriera ha scritto più di ottanta libri con il suo vero nome o con il suo pseudonimo. Esperto di storia e cultura celtica, è noto in Cornovaglia per essere l'autore del saggio The Cornish Language and its Literature, pubblicato nel 1974, ancora oggi ritenuto l'opera più importante sulla storia del linguaggio della Cornovaglia ed è usato come testo fondamentale per gli studi su questo argomento.
In Italia sono pubblicati i romanzi che vedono come protagonista sorella Fidelma, una monaca irlandese che indaga alla metà del VII secolo d.C. generalmente in Irlanda e Inghilterra, anche se uno degli episodi è ambientato a Roma. I racconti si ambientano e si sviluppano all'interno degli ambienti del monachesimo irlandese.

## Opere

### Romanzi con Lan-Kern
1. (1980) The Fires of Lan-Kern
2. (1982) The Destroyers of Lan-Kern
3. (1983) The Buccaneers of Lan-Kern

### Romanzi con Sorella Fidelma
1. (1994) Absolution by Murder
2. (1995) Shroud for the Archbishop - Un sudario per il Vescovo, Hobby & Work Publishing
3. (1995) Suffer Little Children - L'abbazia degli innocenti, Hobby & Work Publishing
4. (1996) The Subtle Serpent - L'astuzia del serpente, Hobby & Work Publishing
5. (1997) The Spider's Web - I crimini del ragno, Hobby & Work Publishing
6. (1998) Valley of the Shadow
7. (1999) The Monk Who Vanished: A Celtic Mystery
8. (1999) Act of Mercy
9. (2000) Hemlock At Vespers: A Collection of Celtic Mysteries
10. (2000) Our Lady of Darkness - Nostra Signora delle tenebre, Hobby & Work Publishing
11. (2001) Smoke in the Wind - Delitti di fuoco, Hobby & Work Publishing
12. (2002) The Haunted Abbot - L'abate maledetto, Hobby & Work Publishing
13. (2003) Badger's Moon - Luna assassina, Hobby & Work Publishing
14. (2004) The Leper's Bell - Rintocchi di morte, Hobby & Work Publishing
15. (2004) Whispers of the Dead (15 racconti brevi)
16. (2005) Master of Souls
17. (2006) A Prayer for the Damned Una preghiera per i dannati, Hobby & Work Publishing
18. (2006) An Ensuing Evil and Others (14 racconti brevi) - I neri agenti della notte, Hobby & Work Publishing (12 racconti tra cui Profezia mortale con Sorella Fidelma)
19. (2007) Dancing with Demons - Danzando con il diavolo, Hobby & Work Publishing
20. (2008) Council of the Cursed
21. (2009) The Dove of Death
22. (2010) The Chalice of Blood
23. (2011) Behold a Pale Horse
24. (2012) The Seventh Trumpet
25. (2013) Atonement Of Blood
26. (2014) The Devil's Seal
27. (2015) The Second Death
28. (2016) Penance of the Damned
29. (2017) Night of the Lightbringer
30. (2018) Bloodmoon

### Antologie con suoi racconti
- (1993) Il ritorno degli zombie, antologia curata da Stephen Jones

### Saggi
- (1974) The Cornish Language and Its Literature, Routledge & Kegan Paul, London

- (1994) "The Druids", Constable, London